# Siarrouy
Siarrouy (okzitanisch: Siarroi) ist eine französische Gemeinde mit 462 Einwohnern (Stand: 1. Januar 2022) im Département Hautes-Pyrénées in der Region Okzitanien (bis 2015 Midi-Pyrénées). Sie gehört zum Arrondissement Tarbes, zum Kanton Vic-en-Bigorre und zum 2016 gegründeten Gemeindeverband  Adour Madiran. Die Einwohner werden Siarrouyais genannt.

## Geografie
Siarrouy liegt im Norden der Landschaft Bigorre, etwa 14 Kilometer nordwestlich von Tarbes und 38 Kilometer östlich von Pau. Durch die Gemeinde fließen der Échez, der Souy und die Géline im Einzugsgebiet des Adour. Vom Échez wird hier der Canal de Luzerte abgeleitet. Umgeben wird Siarrouy von den Nachbargemeinden Talazac im Norden, Pujo im Nordosten, Andrest im Osten, Gayan und Lagarde im Süden, Tarasteix im Westen und Südwesten sowie Montaner im Nordwesten.

## Ortsname
Das Dorf taucht erstmals im 12. Jahrhundert als Ssiaroy in der Karte von Bigorre auf. Der Ortsname hat sich über die Zeit kaum verändert. Schreibweisen wie Siaroy (1300, 1429), Ciarroy (1379) und Siarroy (1313, 1721 pp.) wechseln sich ab.

## Bevölkerungsentwicklung
| Jahr          | 1962 | 1968 | 1975 | 1982 | 1990 | 1999 | 2006 | 2011 | 2016 |
| ------------- | ---- | ---- | ---- | ---- | ---- | ---- | ---- | ---- | ---- |
| Einwohner     | 239  | 224  | 237  | 325  | 406  | 387  | 440  | 420  | 431  |
| Quelle: INSEE |      |      |      |      |      |      |      |      |      |

## Sehenswürdigkeiten

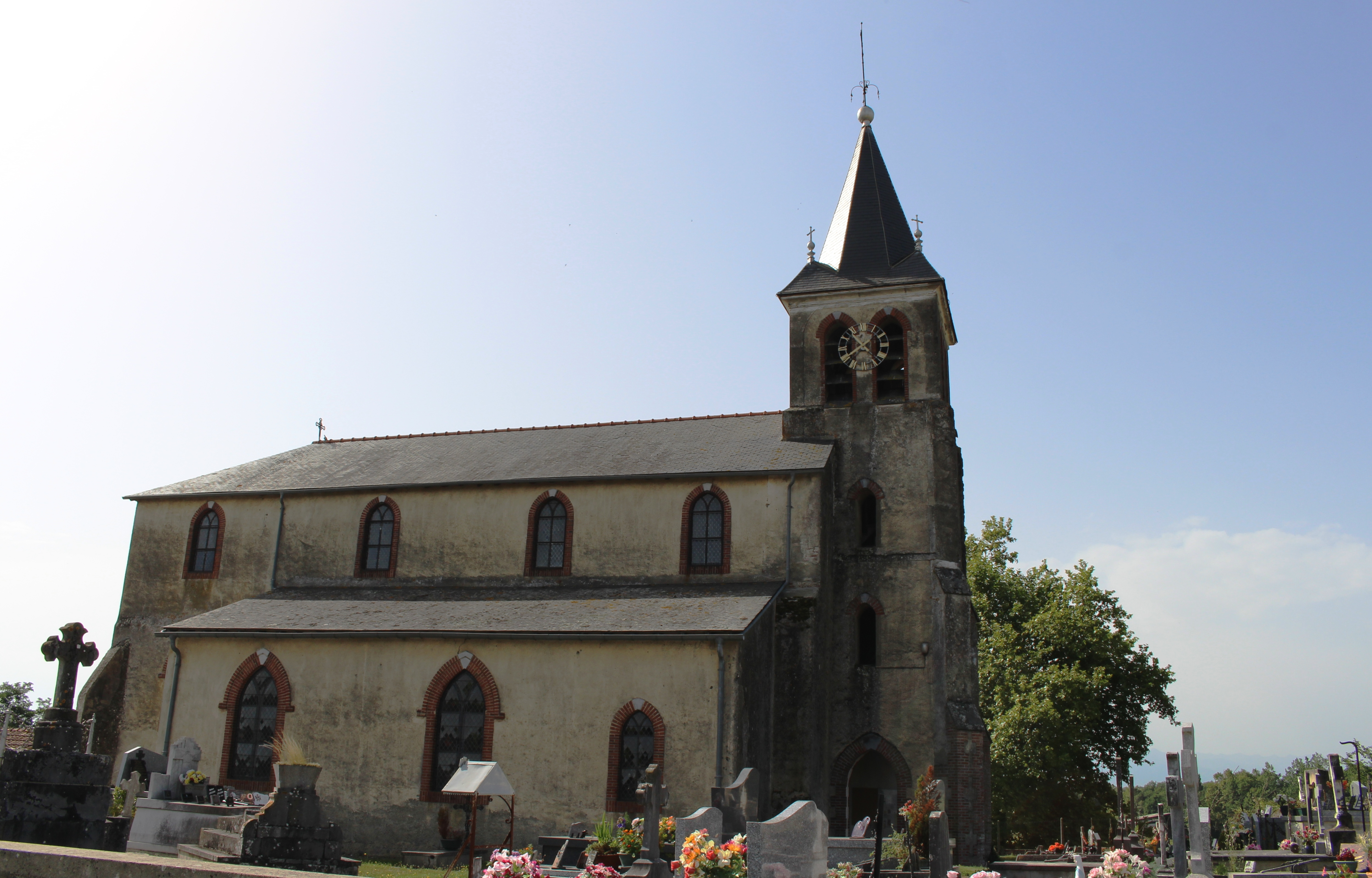
Kirche Saint-Martin
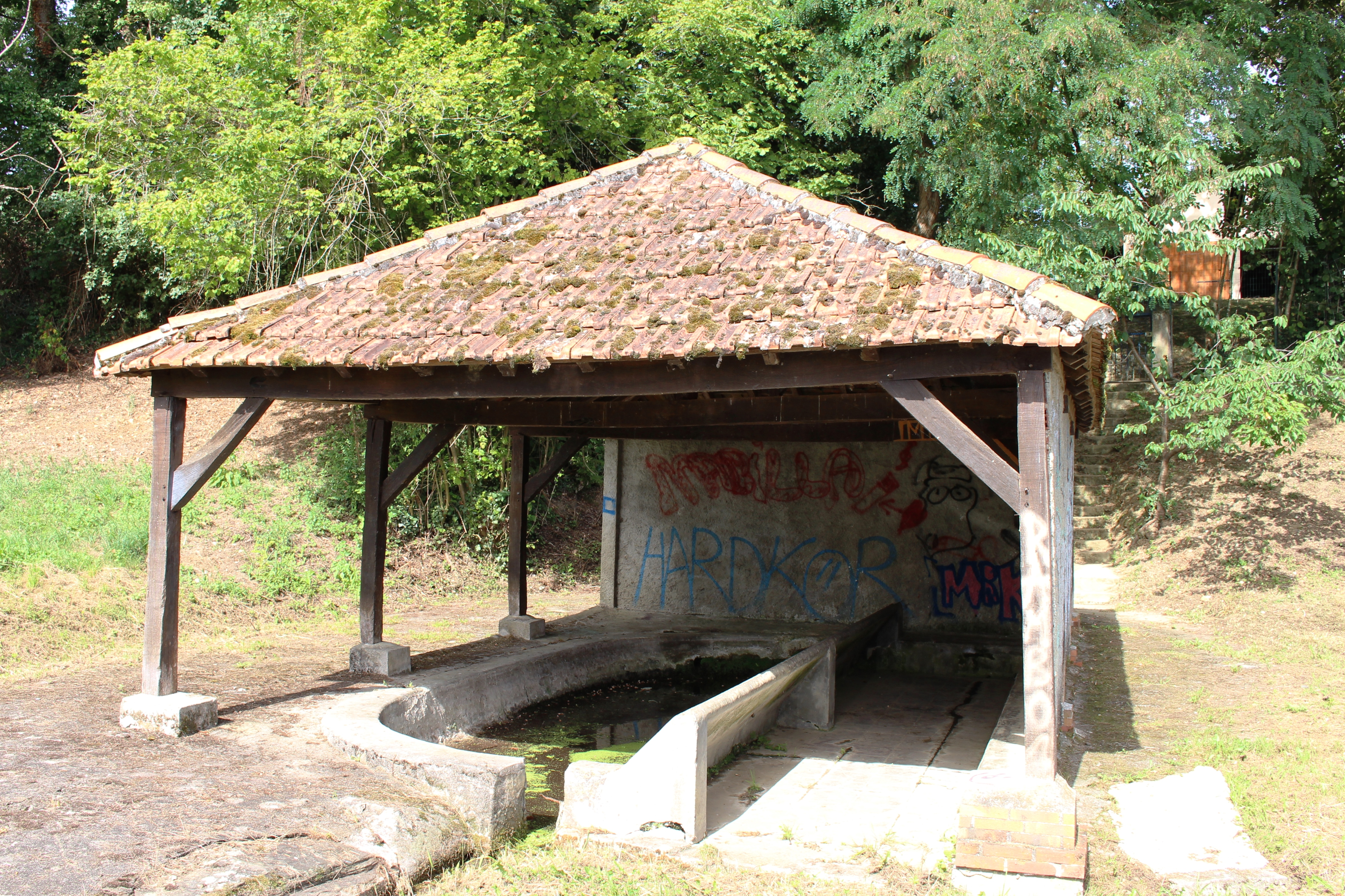
Reste des Lavoirs
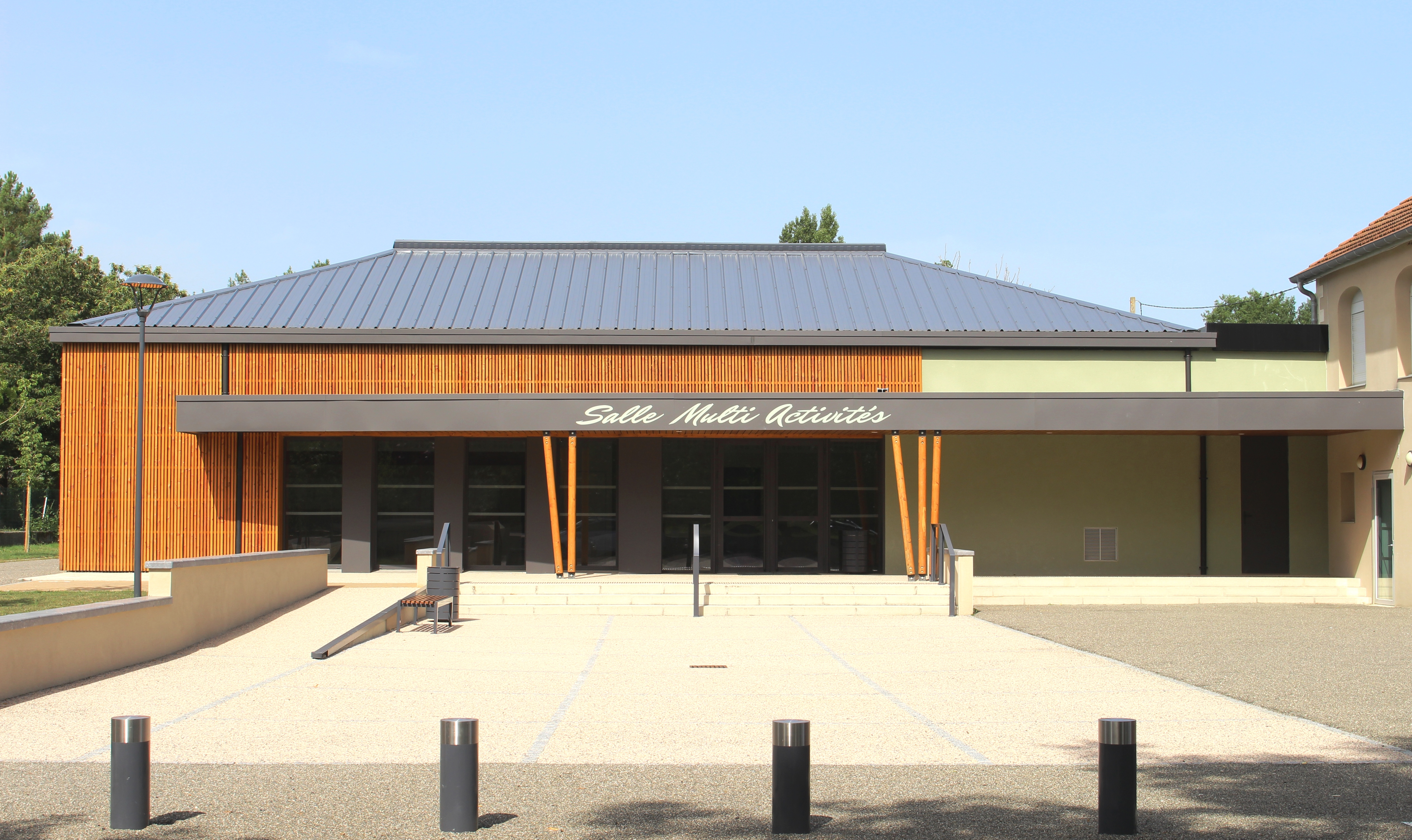
Gemeindefestsaal-Haus

- Lavoirs
- Schloss Siarrouy

- Kirche Saint-Martin
- Reste des Lavoirs
- Gemeindefestsaal-Haus

## Wirtschaft und Infrastruktur
In der Gemeinde Siarrouy sind 18 Landwirtschaftsbetriebe ansässig (Getreide- und Gemüseanbau, Rinderzucht).

## Belege
1. ↑  Dictionnaire toponymique des communes des Hautes-Pyrénées von Michel Grosclaude und Jean-François Le Nail
2. ↑  Siarrouy auf insee.fr